# Moșna (Sibiu)
Pour les articles homonymes, voir Moșna.
Moșna (en hongrois : Muzsna, en allemand : Meschen) est une commune du județ de Sibiu en Roumanie.